# Theresia Wider
Theresia Wider (* 21. April 1937 in Reigersfeld, Oberschlesien; † 17. Februar 2012 in Potsdam) war eine deutsche Schauspielerin.

## Leben
Theresia Wider studierte von 1955 bis 1958 Schauspiel an der Hochschule für Film und Fernsehen „Konrad Wolf“ in Babelsberg. Ihr erstes Theaterengagement hatte sie am Theater Magdeburg, damals noch „Maxim-Gorki-Theater Magdeburg“. Von 1960 bis 1965 hatte sie ein Engagement am Hans Otto Theater in Potsdam.
Ab 1958 war sie außerdem in zahlreichen DEFA-Filmen und Produktionen des DDR-Fernsehens zu sehen. In dem durch Verbot der SED nie zur Aufführung gelangten Film Sommerwege unter der Regie von Hans Lucke stand sie 1960 in der Hauptrolle der „Tochter des Helden“ vor der Kamera. Als freischaffende Schauspielerin für Film und Fernsehen und Synchronsprecherin spielte sie während ihrer Karriere vor allem Nebenrollen. In Rollen von Krankenschwestern, Arbeitskolleginnen und ähnlichen Charakterrollen erwies sich Wider als „disziplinierte Ensembleschauspielerin“.
Nach der politischen Wende 1989 widmete sie sich wieder dem Theater und stand bis 1997 im Potsdamer THEA-Theater auf der Bühne.

## Filmografie (Auswahl)
- 1958: Das Lied der Matrosen
- 1959: Ware für Katalonien
- 1960: Papas neue Freundin (TV)
- 1960/2014: Sommerwege
- 1961: Der Fall Gleiwitz
- 1963: Jetzt und in der Stunde meines Todes
- 1963: Christine
- 1967: Die gefrorenen Blitze
- 1969: Das siebente Jahr
- 1969: Der Weihnachtsmann heißt Willi
- 1969: Weite Straßen – stille Liebe
- 1970: Dr. med. Sommer II
- 1970: Wir kaufen eine Feuerwehr
- 1971: Zeit der Störche
- 1972: Die gestohlene Schlacht
- 1973: Tandem mit Kettmann (Fernsehfilm)
- 1973: Zement (Fernsehfilm, zwei Teile)
- 1974: Der Leutnant vom Schwanenkietz (Fernsehdreiteiler)
- 1974: Hans Röckle und der Teufel
- 1974: Der Untergang der Emma
- 1974: Für die Liebe noch zu mager?
- 1975: Schwester Agnes (Fernsehfilm)
- 1975: Fischzüge (Fernsehfilm)
- 1975: Die schwarze Mühle (Fernsehfilm)
- 1976: Liebesfallen
- 1976: So ein Bienchen (Fernsehfilm)
- 1976/79: Feuer unter Deck
- 1977: Zur See (Fernsehserie)
- 1977: Absage an Viktoria (Fernsehfilm)
- 1977: Die Flucht
- 1977: Viechereien (Fernsehfilm)
- 1977: Du und icke und Berlin (Fernsehfilm)
- 1977: El Cantor (Fernsehfilm)
- 1978: Brandstellen
- 1978: Fleur Lafontaine (Fernsehfilm)
- 1978: Sabine Wulff
- 1978: Ein Sonntagskind, das manchmal spinnt
- 1979: Addio, piccola mia
- 1979: Für Mord kein Beweis
- 1979: Hochzeit in Weltzow (Fernsehfilm)
- 1979: Lachtauben weinen nicht
- 1979: P.S.
- 1979: Schatzsucher
- 1980: Der Baulöwe
- 1980: Meines Vaters Straßenbahn (Fernseh-Zweiteiler)
- 1980: Seitensprung
- 1980: Polizeiruf 110: Der Einzelgänger (Fernsehreihe)
- 1980: Levins Mühle
- 1980: Don Juan – Karl-Liebknecht-Str. 78
- 1980: Max und siebeneinhalb Jungen
- 1981: Sing, Cowboy, sing
- 1981: Polizeiruf 110: Alptraum (Fernsehreihe)
- 1981: Asta, mein Engelchen
- 1982: Der Prinz hinter den sieben Meeren
- 1982: Sabine Kleist, 7 Jahre…
- 1982: Das Fahrrad
- 1982: Märkische Forschungen
- 1983: Fariaho
- 1983: Alfons Köhler (Fernsehfilm)
- 1984: Biberspur
- 1984: Kaskade rückwärts
- 1985: Die Gänse von Bützow
- 1985: Polizeiruf 110: Verführung (Fernsehreihe)
- 1986: Das Schulgespenst
- 1987: Die Alleinseglerin
- 1987: Hasenherz
- 1987: Der Schwur von Rabenhorst
- 1987: Stielke, Heinz, fünfzehn…
- 1988: Kai aus der Kiste
- 1988: Präriejäger in Mexiko: Benito Juarez
- 1988: Die Entfernung zwischen dir und mir und ihr
- 1988: Polizeiruf 110: Still wie die Nacht (Fernsehreihe)
- 1989: Der Drache Daniel
- 1989: Grüne Hochzeit
- 1989: Polizeiruf 110: Der Wahrheit verpflichtet (Fernsehreihe)
- 1989: Pestalozzis Berg
- 1989/2021: Wir bleiben treu
- 1990: Abschiedsdisco
- 1990: Klein, aber Charlotte (Fernsehserie, eine Folge)
- 1990: Wie ich Vatis Auto verborgte (Fernsehfilm)
- 1991: Zwischen Pankow und Zehlendorf
- 1991: Das Mädchen aus dem Fahrstuhl
- 1991: Farßmann oder Zu Fuß in die Sackgasse
- 1991: Polizeiruf 110: Der Fall Preibisch (Fernsehreihe)
- 1991: Polizeiruf 110: Das Treibhaus (Fernsehreihe)
- 2000: Die Stille nach dem Schuss